# Снизилица
Снизилица (♭) у музици означава снижење тонова који се налазе испред ње за један полустепен. Именима овако повишених тонова се додаје наставак -ес. Притом се, уколико се тон означава самогласником, е губи и додаје се само -с. На пример цес (снижено це), ес (снижено е), ас (снижено а) итд.
У нотном запису се такође јавља потреба да неки тон буде два пута снижен, и том приликом се користи двострука снизилица, која се пише тесним спајањем две снизилице испред ноте. Тоналитети у чијим предзнацима се јављају ове снизилице нису практични, те се због тога јако ретко налазе ван теорије музике.

## Запис
Знак се углавном пише тако да површина ограђена његовим доњим делом означава место тона који се снижава. У оквиру нотног система то је у празнини односно на црти. А ван система је потребно повлачити помоћне линије као што би се то радило и за ноте.

## Употреба
Постоје две могуће употребе овог знака:
- Испред кључа или на месту промене тоналитета овај знак означава снижење сваког следећег тона кога он обухвата, до следеће промене тоналитета.
- Унутар такта овај знак означава снижење сваког следећег њиме обухваћеног тона, али само до краја такта.